# Gunib
Gunib (russisch Гуниб) ist ein Dorf (Aul, offiziell Selo) im Rajon Gunibski der nordkaukasischen Republik Dagestan in der Russischen Föderation. Es hat 2271 Einwohner (Stand 14. Oktober 2010).

## Geographie
Gunib liegt am Fuß einer auch Berg von Gunib genannten  Hochebene, in einer Entfernung von 172 Kilometer von der Republikshauptstadt Machatschkala auf einer Höhe von ungefähr 1500 Metern über dem Meeresspiegel.
Vom Dorf aus ist das gleichnamige Wasserkraftwerk am Fluss Karakoisu zu sehen.

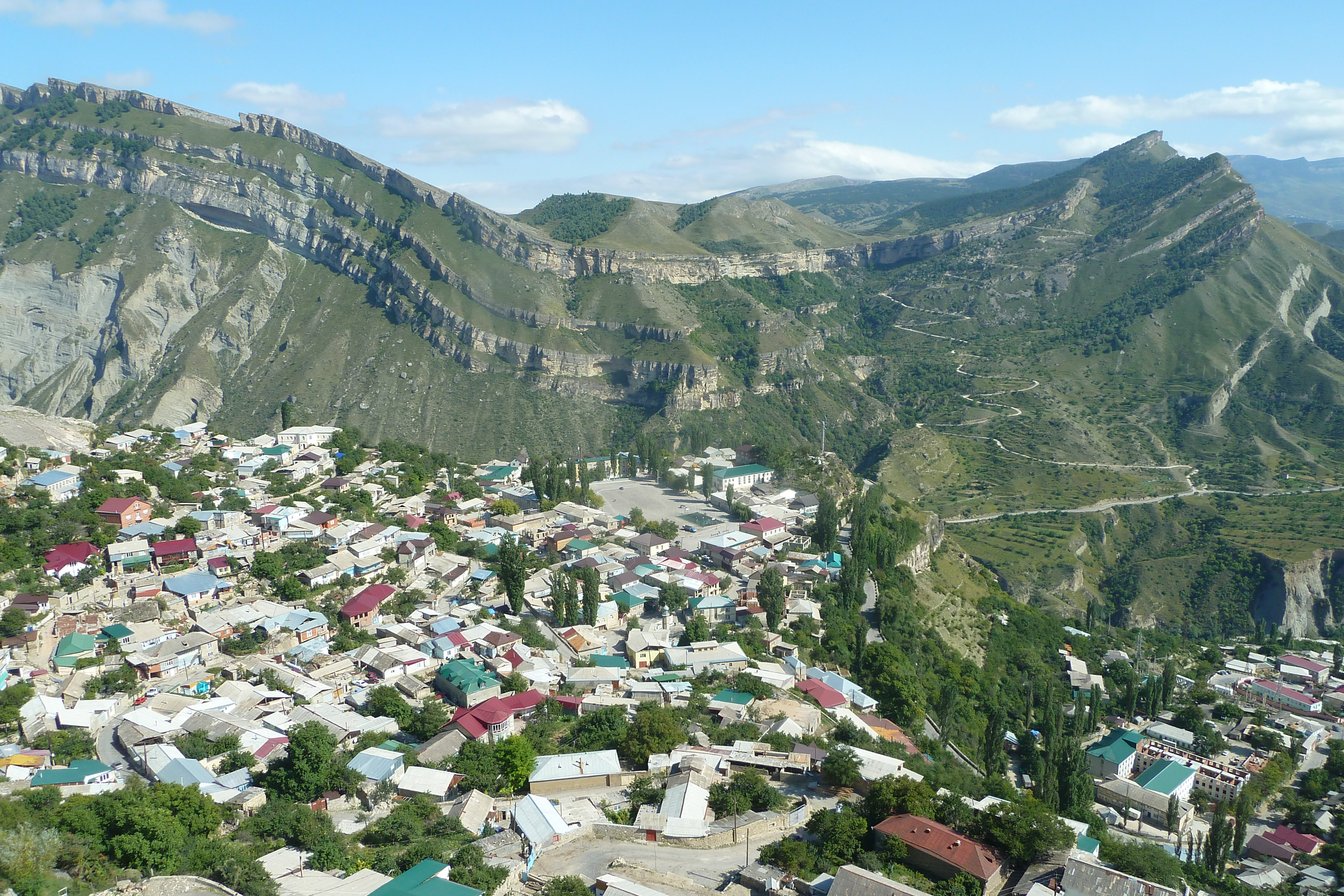
Blick auf Gunib
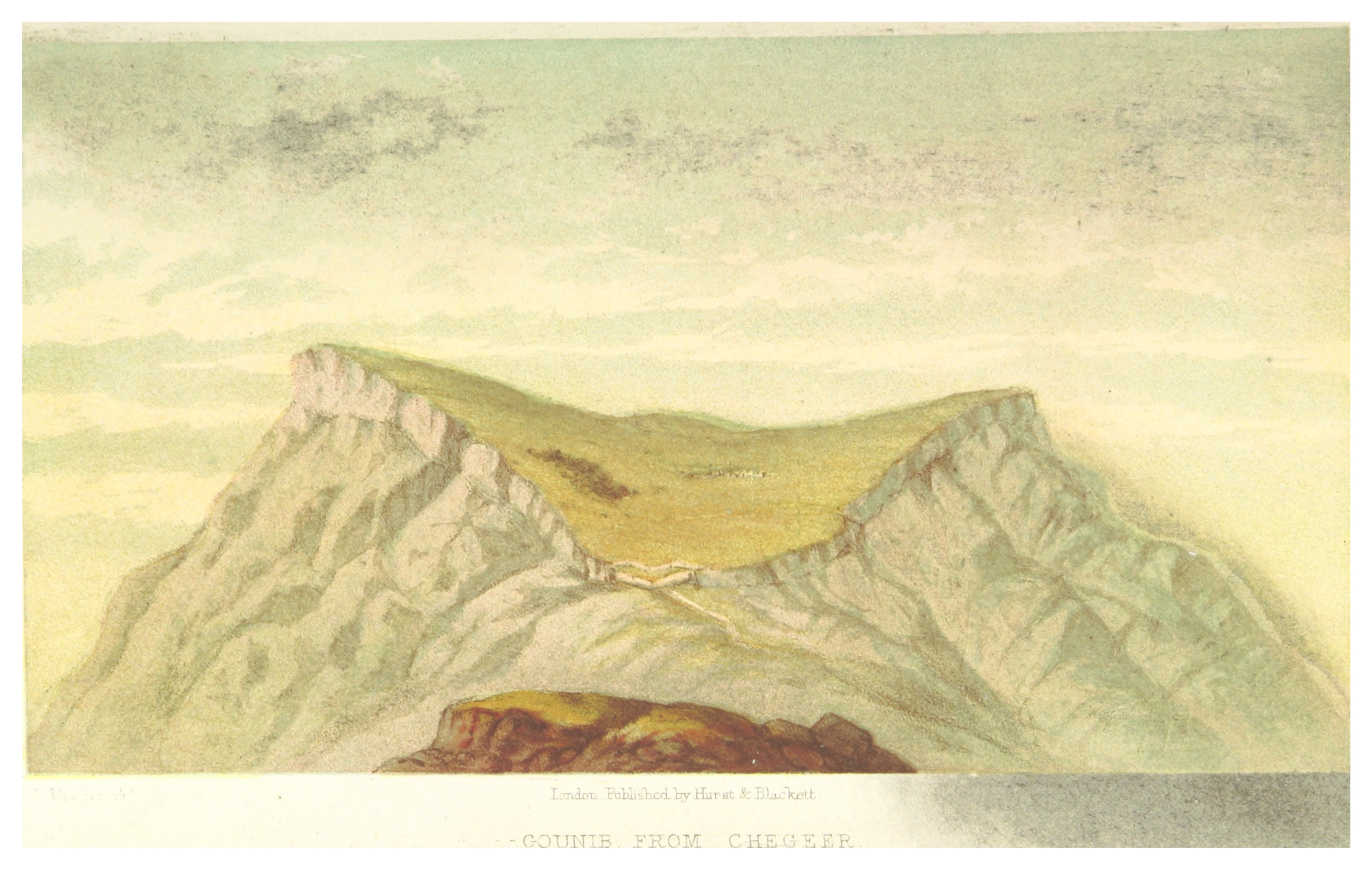
Gunib aus Richtung Keger (um 1860)
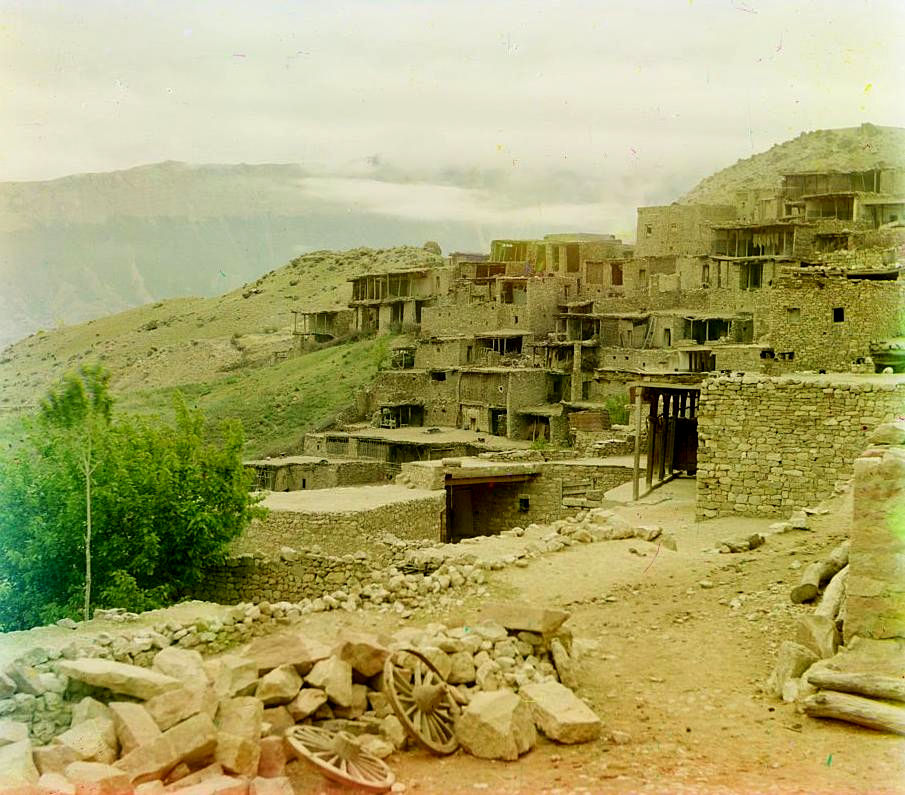
Photographie des Auls Arakani von Sergei Prokudin-Gorski (1904)
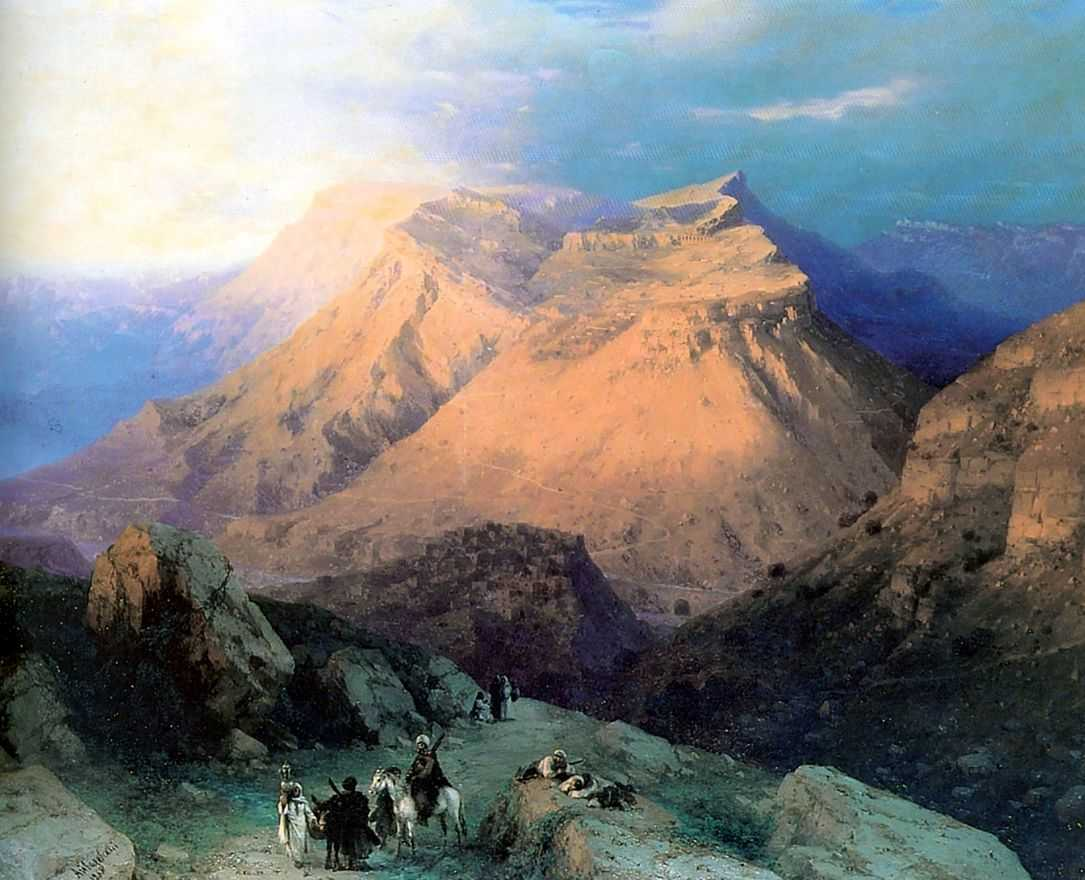
Gemälde des Auls Gunib von Iwan Aiwasowski (1869)

## Geschichte
Die natürliche Festung, die die Hochebene oberhalb von Gunib bietet, war im Kaukasuskrieg der letzte Rückzugspunkt des Imams Schamil. Erst am 25. August 1859 wurde die Festung von den russischen Truppen erstürmt.
Gunib fand in der Literatur und Malerei zahlreiche Erwähnung; dazu zählen die bekannten Bilder von Aiwasowski. Die Schriftstellerin Alissa Ganijewa stammt aus Gunib; einige ihrer Erzählungen spielen hier.
Bevölkerungsentwicklung
| Jahr | Einwohner |
| ---- | --------- |
| 1897 | 685       |
| 1939 | 833       |
| 1959 | 1669      |
| 1970 | 1908      |
| 1979 | 1980      |
| 1989 | 2405      |
| 2002 | 2406      |
| 2010 | 2271      |

Anmerkung: Volkszählungsdaten

## Wirtschaft
Gunib gilt als Höhenluft-Kurort; am Hauptplatz des Dorfes befindet sich ein Hotel. Auf der Hochebene oberhalb des Dorfes befindet sich ein Ferienlager sowie Ferienwohnungen und ein botanischer Garten.

## Söhne und Töchter von Gunib
- Olga Forsch (1873–1961), russische Schriftstellerin und Kommunistin
- Halil Beg Mussayassul (1896–1949), kaukasischer Maler
- Artschil Kereselidse (1912–1971), sowjetisch-georgischer Komponist